# Вернет Іван Пилипович
Іван Пилипович Вернет (Жан Верне; народився близько 1760 р. у Франції (Монбельяр) — помер 1825 р. у Харкові) — письменник, педагог та журналіст, широко відомий у Харкові з 1810 р., уподобав Слобожанщину як другу батьківщину.
Він закінчив Тюбінгенський колегіум, де його готували до пасторської праці, досконало знав французьку, німецьку, російську й латинську мови.
У юні літа він значився читцем у Суворова. Потім служив гувернером у різних харківських будинках, займався журналістикою.
І. П. Вернет, який був особисто знайомий зі Сковородою і навіть наслідував стиль його життя, але його філософську концепцію сприймав досить критично. В той же час в творах І. Вернета (наприклад, нарис «Ще декілька моїх спогадів», 1816 р., № 8, № 10) відчувається вплив філософських поглядів Сковороди.
Його твори являють собою зразки ліричної прози, зорієнтовані, з одного боку, на швейцарську філософсько-літературну школу, передусім на вчення Ж. Ж. Руссо, з іншого — на досить популярну в той час «Сентиментальну подорож» Лоренса Стерна. Характеризуючи метод і стиль І. Вернета, дослідники І. Д. Багалій та Д. П. Міллер писали: 
| Якого б сюжету він не торкався, він завжди робив відступи в бік легких філософських роздумів, літературних бесід, пройнятих риторикою й почасти сентиментальністю. |

### Рекомендована літкратура
- П’ятаченко С.В. Іван Вернет – педагог, журналіст, письменник, біограф Г. Сковороди. Сумські історико-краєзнавчі студії. Збірник матеріалів ІІІ Всеукраїнської науково-практичної інтернет-конференції (1 грудня 2022 р., Суми) . – Суми : СумДПУ імені А. С. Макаренка, 2023. – С.151-156.

| Письменник | Це незавершена стаття про письменника. Ви можете допомогти проєкту, виправивши або дописавши її. |